# France Jamet
France Jamet (París, 1961) és una política francesa d'extrema dreta que està adscrita al Front Nacional des de 1974. És diputada al Consell Regional de Llenguadoc-Rosselló des de 1998. Es presenta com a cap de llista a les Eleccions regionals franceses de 2010 de Llenguadoc-Rosselló pel Front Nacional. És filla del també polític, i també del Front Nacional, Alain Jamet.